# Olympische Sommerspiele 2008/Schwimmen – 100 m Schmetterling (Frauen)
Der Wettbewerb über 100 Meter Schmetterling der Frauen bei den Olympischen Spielen 2008 in Peking wurde vom 9. bis 11. August 2008 im Nationalen Schwimmzentrum Peking ausgetragen. 49 Athletinnen nahmen daran teil. 
Es fanden sieben Vorläufe statt. Die 16 schnellsten Schwimmerinnen aller Vorläufe qualifizierten sich für die zwei Halbfinals, die am nächsten Tag ausgetragen wurden. Für das Finale qualifizierten sich die acht zeitschnellsten Schwimmerinnen beider Halbfinals.

## Rekorde
Vor Beginn der Olympischen Spiele waren folgende Rekorde gültig:
| Weltrekord         | Inge de Bruijn ( Niederlande) | 56,61 s | Sydney, Australien | 17. September 2000 |
| Olympischer Rekord | Inge de Bruijn ( Niederlande) | 56,61 s | Sydney, Australien | 17. September 2000 |

## Titelträger
| Olympiasieger | Petria Thomas ( Australien)  | 57,72 s | Athen 2004     |
| Weltmeister   | Lisbeth Lenton ( Australien) | 57,15 s | Melbourne 2007 |
| Europameister | Sarah Sjöström ( Schweden)   | 58,44 s | Eindhoven 2008 |

## Vorlauf

### Vorlauf 1
| Platz | Name                | Nation     | Zeit        | Anmerkung |
| ----- | ------------------- | ---------- | ----------- | --------- |
| 1     | Binta Zahra Diop    | Senegal    | 1:04,26 min |           |
| 2     | Antonella Scanavino | Uruguay    | 1:04,28 min |           |
| 3     | Simona Muccioli     | San Marino | 1:04,91 min |           |

### Vorlauf 2
| Platz | Name                 | Nation         | Zeit        | Anmerkung |
| ----- | -------------------- | -------------- | ----------- | --------- |
| 1     | Triin Aljand         | Estland        | 59,43 s     | NR        |
| 2     | Choi Hye-ra          | Südkorea       | 1:00,65 min |           |
| 3     | Yang Chin-kuei       | Chinese Taipei | 1:01,60 min |           |
| 4     | Iris Rosenberger     | Türkei         | 1:01,67 min |           |
| 5     | Natalia Chatziloizou | Zypern         | 1:01,80 min |           |
| 6     | Emilia Pikkarainen   | Finnland       | 1:02,31 min |           |

### Vorlauf 3
| Platz | Name               | Nation       | Zeit        | Anmerkung |
| ----- | ------------------ | ------------ | ----------- | --------- |
| 1     | Birgit Koschischek | Österreich   | 59,07 s     | NR        |
| 2     | Hannah Wilson      | Hongkong     | 59,35 s     |           |
| 3     | Sara Oliveira      | Portugal     | 59,48 s     |           |
| 4     | Anna Gostomelsky   | Israel       | 59,50 s     |           |
| 5     | Ingvild Snildal    | Norwegen     | 59,86 s     |           |
| 6     | Carolina Colorado  | Kolumbien    | 1:00,06 min |           |
| 7     | Eirini Kavarnou    | Griechenland | 1:00,74 min |           |
| 8     | Heather Brand      | Simbabwe     | 1:01,39 min |           |

### Vorlauf 4
| Platz | Name               | Nation    | Zeit    | Anmerkung |
| ----- | ------------------ | --------- | ------- | --------- |
| 1     | Tao Li             | Singapur  | 57,77 s |           |
| 2     | Ilaria Bianchi     | Italien   | 58,12 s |           |
| 3     | Otylia Jędrzejczak | Polen     | 58,53 s |           |
| 4     | Mandy Loots        | Südafrika | 58,61 s |           |
| 5     | Sara Isakovič      | Slowenien | 58,68 s | NR        |
| 6     | Kateryna Subkowa   | Ukraine   | 58,99 s | NR        |
| 7     | Audrey Lacroix     | Kanada    | 59,10 s |           |
| 8     | Daynara de Paula   | Brasilien | 59,45 s |           |

### Vorlauf 5
| Platz | Name               | Nation             | Zeit    | Anmerkung |
| ----- | ------------------ | ------------------ | ------- | --------- |
| 1     | Christine Magnuson | Vereinigte Staaten | 57,70 s |           |
| 2     | Gabriella Silva    | Brasilien          | 58,00 s |           |
| 3     | Elaine Breeden     | Vereinigte Staaten | 58,06 s |           |
| 4     | Lize-Mari Retief   | Südafrika          | 58,20 s | AF        |
| 5     | Natalja Sutjagina  | Russland           | 58,32 s |           |
| 6     | Jeanette Ottesen   | Dänemark           | 58,44 s |           |
| 7     | Yūko Nakanishi     | Japan              | 58,61 s |           |
| 8     | Chantal Groot      | Niederlande        | 59,35 s |           |

### Vorlauf 6
| Platz | Name              | Nation      | Zeit    | Anmerkung |
| ----- | ----------------- | ----------- | ------- | --------- |
| 1     | Jessicah Schipper | Australien  | 57,58 s |           |
| 2     | Zhou Yafei        | China       | 57,70 s | AS        |
| 3     | Inge Dekker       | Niederlande | 58,22 s |           |
| 4     | Eszter Dara       | Ungarn      | 58,39 s | NR        |
| 5     | Irina Bespalowa   | Russland    | 58,92 s |           |
| 6     | Yuka Katō         | Japan       | 58,94 s |           |
| 7     | Martina Moravcová | Slowakei    | 59,03 s |           |
| 8     | Micha Østergaard  | Dänemark    | 59,10 s |           |

### Vorlauf 7
| Platz | Name              | Nation         | Zeit        | Anmerkung |
| ----- | ----------------- | -------------- | ----------- | --------- |
| 1     | Aurore Mongel     | Frankreich     | 58,30 s     |           |
| 2     | Lisbeth Trickett  | Australien     | 58,37 s     |           |
| 3     | Alena Popchanka   | Frankreich     | 58,40 s     |           |
| 4     | Jemma Lowe        | Großbritannien | 58,49 s     |           |
| 5     | Francesca Halsall | Großbritannien | 58,70 s     |           |
| 6     | Sarah Sjöström    | Schweden       | 59,08 s     |           |
| 7     | Xu Yanwei         | China          | 59,43 s     |           |
| 8     | Daniela Samulski  | Deutschland    | 1:00,37 min |           |

## Halbfinale

### Lauf 1
| Platz | Name               | Nation             | Zeit    | Anmerkung |
| ----- | ------------------ | ------------------ | ------- | --------- |
| 1     | Lisbeth Trickett   | Australien         | 57,05 s |           |
| 2     | Christine Magnuson | Vereinigte Staaten | 57,08 s | AM        |
| 3     | Tao Li             | Singapur           | 57,54 s | AS        |
| 4     | Jemma Lowe         | Großbritannien     | 57,78 s | NR        |
| 5     | Aurore Mongel      | Frankreich         | 58,46 s |           |
| 6     | Alena Popchanka    | Frankreich         | 58,55 s |           |
| 6     | Elaine Breeden     | Vereinigte Staaten | 58,55 s |           |
| 8     | Lize-Mari Retief   | Südafrika          | 58,63 s |           |

### Lauf 2
| Platz | Name              | Nation      | Zeit    | Anmerkung |
| ----- | ----------------- | ----------- | ------- | --------- |
| 1     | Jessicah Schipper | Australien  | 57,43 s |           |
| 2     | Zhou Yafei        | China       | 57,68 s |           |
| 3     | Inge Dekker       | Niederlande | 58,20 s |           |
| 4     | Gabriella Silva   | Brasilien   | 58,39 s |           |
| 5     | Eszter Dara       | Ungarn      | 58,84 s |           |
| 6     | Natalja Sutjagina | Russland    | 59,07 s |           |
| 7     | Jeanette Ottesen  | Dänemark    | 59,29 s |           |
|       | Ilaria Bianchi    | Italien     | DSQ     |           |

## Finale
| Platz | Name               | Nation             | Zeit    | Anmerkung |
| ----- | ------------------ | ------------------ | ------- | --------- |
| 1     | Lisbeth Trickett   | Australien         | 56,73 s | OC        |
| 2     | Christine Magnuson | Vereinigte Staaten | 57,10 s |           |
| 3     | Jessicah Schipper  | Australien         | 57,25 s |           |
| 4     | Zhou Yafei         | China              | 57,84 s |           |
| 5     | Tao Li             | Singapur           | 57,99 s |           |
| 6     | Jemma Lowe         | Großbritannien     | 58,06 s |           |
| 7     | Gabriella Silva    | Brasilien          | 58,10 s |           |
| 8     | Inge Dekker        | Niederlande        | 58,54 s |           |